# Таттелеком
ПАО «Таттелеком» (полное наименование – Публичное акционерное общество «Таттелеком», входит в группу компаний совместно с  ООО «Твои мобильные технологии» – оператором мобильной связи «Летай») – мультисервисный телекоммуникационный оператор в Республике Татарстан, ориентированный на различных потребителей: физических лиц, малый, средний и крупный бизнес, органы государственной власти и муниципалитеты, а также других телеком-операторов. Компания оказывает услуги широкополосного доступа в интернет, мобильной и фиксированной телефонной связи,  кабельного телевидения, IP-домофонии, видеонаблюдения и др. «Таттелеком» участвует в реализации федеральных и региональных проектов по устранению цифрового неравенства. В их числе национальная программа «Цифровая экономика РФ».
Абонентами группы компаний являются более 2 млн жителей республики и около 30 тыс. предприятий во всех 43 районах и 2 городских округах Татарстана.
ПАО «Таттелеком» зарегистрировано в России со штаб-квартирой в Казани.

## История
27 ноября 1888 г. – открытие Казанской городской телефонной сети (КГТС), что сыграло важную роль в развитии Казанской губернии, затем Татарии, а ныне Республики Татарстан. Преемником КГТС стал «Таттелеком».
- 1 апреля 1998 г. было создано ГУП «Управление электрической связи «Таттелеком», в которое входили 48 филиалов, обеспечивающих работу сети по всей республике. В 2000 г. в регионе насчитывалось 11 зональных узлов связи, функционировали Набережночелнинская международная телефонно-телеграфная станция и производство Казанской международной  телефонно-телеграфной станции.
- С 1998 г. в республике началось строительство синхронной цифровой сети с использованием волоконно-оптических линий связи (ВОЛС), которое продолжалось почти 10 лет. В 2004 г. оптоволоконная сеть охватила все районные центры.
- В 2001 г. у абонентов «Таттелекома» появилась возможность доступа в интернет по технологии dial-up, которая первоначально работала для населения только 25 районных центров. С 2003 г. эту услугу компания предоставляет во всех районах РТ.
- В 2002 г. одновременно с «Таттелекомом» Казанская ГТС вводит в массовую эксплуатацию услугу IP-телефонии. Начинаются сеансы видеосвязи по схеме «точка-точка» по всему Татарстану. Спустя два года появилась возможность проводить многопользовательские видеоконференции.
- В 2003 г. прошла презентация на уровне Правительства РТ сети передачи данных «Таттелеком» по технологии ADSL, после чего началось активное подключение корпоративных клиентов. В 2004 г. произошло снижение цены абонентского и операторского оборудования и старт подключений по ADSL физических лиц.
- В июле 2003 г. на основании постановления Кабинета Министров и Министерства земельных и имущественных отношений РТ ГУП «Управление электрической связи «Таттелеком» стало именоваться ОАО «Таттелеком».[10]
- В 2005 г. «Таттелеком» получил программное обеспечение для приема и передачи телеграмм на татарском языке посредством телефонной связи. Казань стала первым в России городом-миллионником с  полной цифровой  телекоммуникационной сетью.[11] Завершается замена всех аналоговых систем передачи межстанционной связи на цифровые, что обеспечило 100%-ную цифровизацию всех транспортных сетей как в городах, так и в селах республики. В 2005 г. осуществили перевод сети Казани, а затем и всей республики на 7-значную нумерацию.[12]
- В 2006 г. к ОАО «Таттелеком» присоединено ОАО «Казанская городская телефонная сеть».[13]
- В сентябре 2006 г. запущен проект высокоскоростного интернета ADSL под торговой маркой «Летай». «Таттелеком» первым в России завершил реализацию национального приоритетного проекта «Образование», подключив 2245 образовательных учреждений РТ к высокоскоростному интернету, а также закончил работы по цифровизации сельских автоматических телефонных станций.[14]
- В 2007 г. в рамках реализации проекта «Универсальная услуга связи (УУC)» было установлено 2668 универсальных таксофонов и открыт 831 пункт коллективного доступа в интернет. Цель – устранение цифрового неравенства и обеспечение доступа к услугам связи независимо от удаленности территории проживания.
- К 2008 г. число абонентов «Таттелекома» составило более 800 тыс.,[15] 100 тыс. из них получили широкополосный доступ в интернет.
- В декабре 2009 г. «Таттелеком» первым в Татарстане запустил проект IP-TV (цифрового интерактивного телевидения) под торговой маркой «Летай ТВ». Количество пользователей высокоскоростного интернета удвоилось и превысило 190 тыс.
- В 2009 г. в рамках реализации проекта «Безопасный Татарстан» совместно с Министерством внутренних дел по РТ начала развиваться обширная система видеонаблюдения.
- С 2009 по 2012 г. в крупных городах проводилось строительство домовой распределительной сети по технологии «Оптика в дом» (FTTB), сетью охвачены практически 100% многоквартирных домов Нижнекамска, Набережных Челнов, Альметьевска, Чистополя, Зеленодольска, Казани и др. городов.
- В 2012 г. запущен виртуальный оператор сотовой связи «Летай» на базе компании «СМАРТС».[16] В июле 2013 г. ОАО «Таттелеком» полностью выкупило у ОАО «СМАРТС» компанию «СМАРТС-Казань».[17]
- В январе 2014 г. «Таттелекому» была вручена первая в России лицензия на использование частот 1800 МГц для сетей LTE, далее – запуск LTE в коммерческую эксплуатацию. Также появляется новая услуга – «Цифровое кабельное телевидение».[18]
- 8 мая 2015 г. ОАО «Таттелеком» переименовано в ПАО «Таттелеком». Завершена реорганизация в форме присоединения ЗАО «СМАРТС-Казань» к ПАО «Таттелеком», далее ЗАО «СМАРТС-Казань» преобразовано в ООО «Твои мобильные технологии» (ООО «ТМТ»).[19]
- 2017 г. – «Таттелеком» запустил услугу «Домашнее видеонаблюдение». Количество базовых станций мобильной связи «Летай» в Татарстане превысило 1400. За 20 лет протяженность волоконно-оптических линий связи возросла более чем в 100 раз и составила на конец 2017 г. около 20 тыс. км зоновых и местных линий связи.
- В 2020 году «Таттелеком» построил сеть до школ, где широкополосный доступ на начало года ещё отсутствовал: 522 объекта в рамках региональной программы и 556 – в рамках национальной программы «Цифровая экономика РФ».[20]
- По итогам 2020 г., по данным Минцифры РТ, сотовая связь «Летай» имела наилучшее покрытие автодороги М-7  по сравнению с другими операторами.[21]
- В рамках национальной программы «Цифровая экономика РФ» с августа 2019 по октябрь 2021 г. реализован проект масштабного подключения 3527 социально значимых объектов в Татарстане к интернету по волоконно-оптическим линиям связи.[22] Территориально удалось охватить 1863 населенных пункта Татарстана, в 300 из них сеть ВОЛС появилась впервые. В реализации проекта приняли участие около 2000 специалистов компании «Таттелеком».
- В 2020 г. начато активное строительство сетей для подключения абонентов по технологии GPON со скоростью доступа до 500 Мбит/с и выше.[23] Также дан старт проекту IP-домофонии с видеонаблюдением и управлением через смартфон.[24]
- В 2021-2023 гг. продолжается развитие и масштабирование ключевых проектов: GPON, видеонаблюдение, IP-домофония. Планово модернизируется сеть мобильной связи «Летай».
- В мае 2023 г. открыли ИТ-центр, в функционале специалистов которого интеграция внутренних и внешних продуктов группы компаний «Таттелеком» (вкл. ПАО «Таттелеком» и ООО «ТМТ», бренд «Летай»), ориентированных на предоставление современных сервисов для татарстанцев. ИT-центр «Таттелекома» разместился в историческом здании 1929 года постройки. В 1981 году здесь располагался информационно-вычислительный центр ПТУС ТАССР, где были размещены узлы связи, требовавшие больших площадей.[25]
- В сентябре 2023 г. компания выступила генеральным партнёром Международного форума Kazan Digital Week и организовала для студентов технических специальностей и инженеров соревнования беспилотных мини-автомобилей LetaiRacing-2023. 8 команд программировали автопилоты, используя технологии ИИ. Победители и призёры соревнований получили денежное вознаграждение. Общий призовой фонд составил 1 млн руб.[26]
- 30 ноября 2023 г. Раис РТ Рустам Нургалиевич Минниханов дал старт строительству вычислительного центра «Таттелекома». Новый инфраструктурный объект станет ещё одним элементом развивающегося телеком-кластера Татарстана, расположенного в Казани по ул. Н. Ершова. Здесь будут обрабатывать, анализировать и защищать критические данные ИТ-систем как самой компании, так и сторонних предприятий, а также образовательных учреждений.[27]
- 21 февраля 2024 г. компания «Таттелеком» предоставила оптоволоконные сети для обеспечения высокоскоростными каналами связи площадок Международного мультиспортивного фиджитал-турнира «Игры будущего». Провайдер совместно с другими операторами РФ организовал покрытие связью, включая LTE и проводную, на всех объектах, где соревновались команды из более чем 100 стран. В числе таких локаций: МВЦ «Казань Экспо», стадион «Ак Барс Арена», Дворец единоборств «Ак Барс», УСК «Казанская академия тенниса», Ледовый дворец спорта «Татнефть Арена», экстрим-парк «УРАМ» и др. За безопасностью участников на спортивных точках, в гостиницах и отелях следили с помощью ресурсов видеонаблюдения «Таттелекома».
- апрель 2024 г. – специалисты «Таттелекома» развернули оптическую сеть на месте пребывания детей, эвакуированных из Белгородской области. Инженеры компании  проложили 1,2 км оптического кабеля, смонтировали оборудование, установили точки доступа Wi-Fi в столовой, клубе и двух жилых корпусах лагеря.
- 2 мая 2024 г. была реализована самая массированная в истории компании DDоS-атака на сетевую инфраструктуру «Таттелекома». Локально могли наблюдаться перебои в работе сайта компании и мобильных приложений.[28]
- 14–19 мая 2024 г. «Таттелеком» в роли подрядчика обеспечил телекоммуникационную инфраструктуру XV Международного форума «Россия – исламский мир: KazanForum» в части работы системы аккредитации. Так, в ИТ-парке им. Башира Рамеева и 1-м терминале аэропорта Казань компания подготовила VPN-каналы для безопасной передачи данных. На территории выставочного центра для резервирования доступа в интернет были организованы дополнительные каналы, которые пропускали до 200 Мбит/с. Охрану общественного порядка и безопасность участников форума обеспечивали сотрудники МВД с использованием удаленного доступа к системам видеонаблюдения в «Корстоне», агропарке, юридическом корпусе КФУ.
- 18 мая 2024 г. в Альметьевске состоялась городская эстафета «Оранжевый забег» от оператора «Летай». Стадион «Алнас» собрал более 500 участников. Спортсменов поделили на семь категорий: «Школьники», «Студенты», «Работники предприятий и учреждений», «Супергерои», «Забег ползунков», «Почетный возраст» и «Семейный забег».[29]
- 12–23 июня 2024 г. «Таттелеком» принял участие в организации видеонаблюдения и обеспечении сетями связи объектов спортивных игр стран БРИКС. На 17 площадках в целях повышения безопасности и сохранения общественного порядка со стороны правоохранительных органов были предоставлены ресурсы для видеомониторинга событий. На казанском ипподроме и в спортивном комплексе «Тулпар» обеспечен доступ в интернет со скоростью до 600 Мб/с.[30]
- август 2024 г. – ко Дню республики и Казани увеличили емкость базовых станций (БС) более чем на 30 секторах, в том числе благодаря установке передвижных телеком-объектов. Так, в столице Татарстана в праздничный день у Центра семьи «Казан» зафиксировали 6,1 тыс. абонентов. Обеспечил связью участников забега «Гонка Героев» в Менделеевске (24.08.2024), дооснастив площадку на месте мероприятия.[31]
- 7–8 сентября 2024 г. оператор «Летай» поддержал участников V Всероссийских уличных игр, развернув сеть Wi-Fi в экстрим-парке «УРАМ». В эти дни на площадке соревновались 1,3 тыс. спортсменов из 50 регионов России.
- 19 сентября 2024 г. на форуме операторов связи и вещателей MUSE – 2024 «Таттелеком» презентовал возможности BI-аналитики как инструмента повышения эффективности управления и роста производительности труда.[32]
- 2 октября 2024 г. в Иннополисе прошел Международный форум Digital Innopolis Days. Одним из спикеров сессии «Как не наломать дорогих ИИ-дров» стал  генеральный директор ПАО «Таттелеком».
- 21–24 октября 2024 г. – в преддверии саммит БРИКС «Таттелеком» установил в местах проживания участников форума более 800 роутеров с доступом к Wi-Fi и ТВ, модернизировал 6 базовых станций «Летай» рядом с гостиницами, нарастил мощность точки связи вблизи «Казань Экспо», а также разместил порядка 600 дополнительных камер на оживленных пешеходных переходах, транспортных развязках и станциях метро.[33]
- лето-осень 2024 г. – В рамках Стратегии развития Казанки по инициативе и при поддержке компании «Таттелеком» и администрации Советcкого района города Казани благоустроили территорию Лесного холма в Русско-Немецкой Швейцарии — вход со стороны улицы Бари Галеева. Там появились новая воркаут-площадка, лавочки из сибирской лиственницы, кормушки для птиц и белок и информационный стенд с навигацией по охраняемой местности.[34]
- 6 декабря 2024 г. проект внедрения современного биллинга IN@Voice от Bercut стал лауреатом премии «ComNews Awards. Лучшие решения для цифровой экономики» в номинации «Лучшее кросс-отраслевое решение для обслуживания телеком-абонентов». Модернизация ИТ-инфраструктуры компании  направлена не только на развитие бизнеса оператора, но и на сохранение его цифрового суверенитета.[35]
- 6 декабря 2024 г. состоялась церемония вручения деловой премии «Реальный рейтинг – 2024». «Таттелеком» победил в номинации «Телекоммуникация и связь». Премия была присуждена по 9 номинациям. Среди компаний лидеров Поволжья определили аналитики и независимые эксперты, основываясь на совместно разработанной методике. В основе рейтинга – финансово-производственный результат по совокупности показателей за предыдущий отчетный период: размер активов, чистая прибыль, рентабельность, выручка, объем налогов.[36]

## Собственники и руководство
По данным на 14 марта 2023 г., общество насчитывало порядка 21 тыс. владельцев акций. Основной из них, с долей участия 87,21%, – АО «Связьинвестнефтехим», 100% акций которого принадлежит правительству Республики Татарстан.
В последние годы отмечается положительная динамика инвестиционной привлекательности акций ПАО «Таттелеком». За последние 5 лет зафиксирован рост количества зарегистрированных лиц в реестре акционеров ПАО «Таттелеком» более чем в 7 раз. По данным на 31 декабря 2022 г., ценными бумагами компании владели жители большинства регионов Российской Федерации.
В январе 2023 г. акции ПАО «Таттелеком» вошли в рейтинг самых доходных российских акций за 2018–2022 гг. от «РБК Инвестиции». С 16 июня 2023 г.  акции компании включили в состав Индекса телекоммуникаций Мосбиржи.
- Председатель Совета директоров – Сорокин Валерий Юрьевич.[40]
- Генеральный директор – Нурутдинов Айрат Рафкатович (с 8 мая 2019 г.).[41]

## Деятельность и услуги
Компания «Таттелеком» имеет разветвленную инфокоммуникационную сеть на территории Татарстана. Её протяженность составляет более 102,5 тыс. км. (декабрь 2022).

### Доступ в интернет
Широкополосный доступ в Интернет предоставляется абонентам по трем технологиям: FTTB – оптика в дом (текущие тарифы до 500 МБит/с на 2023 г.), GPON (скорость до 500 МБит/с), ADSL2+ (скорость до 24 МБит/с). Абонентская база услуги доступа в интернет к концу 2022 г. достигла более 615 тыс. пользователей.
Компания «Таттелеком» с 2020 г. ведет активное строительство сетей GPON в частном секторе городов и малых населенных пунктах. Согласно Указу Президента РФ о национальных целях развития России, к 2030 г. доля домохозяйств, которым будет обеспечена возможность широкополосного доступа в интернет, должна достичь 97%. За время реализации проекта GPON охвачено 135 населенных пунктов республики. Высокоскоростным интернетом по технологии GPON сегодня могут воспользоваться более 149 тыс. домохозяйств по всему Татарстану (2023).

### Мобильная связь
Услугами сотовой связи оператора (бренд «Летай») пользуются более чем 500 тыс. абонентов (2023), сеть развернута по всей территории Республики Татарстан. Для обеспечения высокой надежности сети и достаточной пропускной способности более  95% базовых станций подключены к сети через волоконно-оптический кабель (ВОЛС). Связью «Летай» обеспечены все поселки численностью от 800 жителей и большое количество населенных пунктов с меньшим населением.
Используемые стандарты – с 2014 г. LTE FDD (1800 МГц), с 2015 г. LTE TDD (2600 МГц). 1800 МГц в LTE – оптимальный диапазон для обеспечения качественного покрытия и высокоскоростной передачи данных. Диапазон 2600 МГц при меньшей дальности обеспечивает значительно большую скорость и применяется в зонах высокой нагрузки на сеть. «Летай» для объединения преимуществ двух данных диапазонов использует их агрегацию, то есть организует одновременную работу в двух диапазонах для каждого из абонентов.
В 2019 г. оператор проводил первое тестирование технологии 5G. По состоянию на 2023 год возможность внедрения сети 5G продолжает рассматриваться, так как в России ещё сохраняются некоторые вопросы организационного и технического характера.

### Фиксированная связь
ПАО «Таттелеком» — крупнейший в Республике Татарстан оператор проводной электросвязи. На сети эксплуатируется более 1160 телефонных станций, абонентская база телефонии составляет более 340 тыс. абонентов.
С 2010 г. проводится модернизация сети с применением пакетной технологии — VoIP. Для юридических лиц с 2012 г. предоставляется услуга «Виртуальная АТС».

### Платное телевидение
С 2009 года компания оказывает услуги кабельного и интерактивного телевидения (IPTV). Платным телевидением пользуются в 1,5 тыс. населенных пунктах Республики Татарстан (по состоянию на 2023 г.).
С 2020 г. активное строительство сети GPON обеспечило переход на современный скоростной стандарт с возможностью просмотра каналов HDTV в высоком качестве. Помимо обычных платных телеканалов в SD- и HD-форматах для абонентов ведется трансляция местных городских телеканалов с привязкой к каждому из крупных городов РТ.

### IP-домофония
С 2020 г. «Таттелеком» реализует проект IP-домофонии. Установка цифровых домофонов в целях повышения уровня комфорта и безопасности жителей многоквартирных домов осуществляется за счет ресурсов компании без увеличения тарифов для населения. Дома с IP-домофонией от компании имеются в 18 населенных пунктах, ключевыми из которых являются Бугульма, Елабуга, Казань и Набережные Челны. На начало 2023 г. установлено 7,9 тыс. домофонных панелей для жителей порядка 222 тыс. квартир.
Для пользователей умных домофонов собственным центром внутренней разработки компании создано мобильное приложение «Мой дом Таттелеком». Функционал приложения для данного сервиса предусматривает дистанционное открывание двери, просмотр журнала посещений и архива видеозаписей.

### Видеонаблюдение
В рамках развития направления видеонаблюдения компания реализует проекты АПК «Безопасный город», благодаря чему развивается инфраструктура общественных пространств видеомониторинга дворовых и околоподъездных участков, территорий школьных и дошкольных учреждений.
В 2023 г. «Таттелеком» перезапустил собственный проект по видеонаблюдению для жителей пригородных поселков Татарстана.
На начало 2023 г. количество камер в республике, установленных компанией, составляло около 32 тыс. единиц по всем проектам с видеонаблюдением, включая IP-домофонию.

## Знаменательные даты
7 мая – День радио, профессиональный праздник работников всех отраслей связи
27 ноября – День рождения компании. Появление связи в регионе в 1888 г.
май 2023 – открытие ИТ-центра «Таттелекома»
20-22 сентября 2023 - проведение соревнований беспилотных мини-автомобилей LetaiRacing 2023 в рамках Международного форума KDW
30 ноября 2023 – старт строительства вычислительного центра ПАО «Таттелеком» во главе с Раисом Республики Татарстан Рустамом Миннихановым

## Бренд и реклама
В сентябре 2022 г. оператор «Летай» (бренд мобильной связи ГК «Таттелеком») провел рестайлинг логотипа и фирменного стиля:
| с сентября 2017 г. | с сентября 2022 г. |
| ------------------ | ------------------ |
|                    |                    |

Разрабатываемые и внедряемые компанией решения, в том числе касающиеся бизнес-процессов и сервисов, презентуются на различных конференциях и форумах. Последние наработки в области видеонаблюдения и технологии GPON были продемонстрированы в 2022 г. на Международном форуме Kazan Digital Week, генеральным спонсором которого выступал «Таттелеком» (бренд «Летай»).
В 2023 г. компания анонсировала проведение мероприятия Letai Racing – соревнования беспилотных мини-автомобилей в рамках форума Kazan Digital Week 2023. В основе операционной системы этих робокаров лежат компьютерное зрение, нейронные сети, методы машинного обучения и системы принятия решений.
9–11 сентября 2024 г. генеральным партнером Международного форума Kazan Digital Week – 2024 выступил «Таттелеком» (бренд «Летай»). В рамках форума на стенде компании презентовали реализуемый проект Wi-Fi-реновации и эксклюзивный роутер «Интернет в КУБЕ».

## Социальная политика и благотворительность
С 2009 г. «Таттелеком» выступает спонсором играющего в Суперлиге России баскетбольного женского клуба «Казаночка».
В рамках благотворительных проектов компания ежегодно оказывает помощь наименее защищенным категориям населения республики: детям из малоимущих семей (партнёр благотворительной республиканской акции «Помоги собраться в школу»); людям с ограниченными возможностями здоровья (партнер ежегодного Республиканского фестиваля художественного творчества людей с ограниченными возможностями здоровья «Возьмемся за руки, друзья!» с момента его создания); ветеранам Великой Отечественной войны и труженикам тыла.

## Показатели деятельности
Финансовые показатели ПАО «Таттелеком» по МСФО (млн руб.):
|                | 2011  | 2012   | 2013   | 2014    | 2015   | 2016   | 2017   | 2018   | 2019   | 2020   | 2021   | 2022    | 2023    | 2024    |
| -------------- | ----- | ------ | ------ | ------- | ------ | ------ | ------ | ------ | ------ | ------ | ------ | ------- | ------- | ------- |
| Выручка        | 6 712 | 7 080▲ | 7 173▲ | 7 464▲  | 7 903▲ | 8 206▲ | 8 566▲ | 9 195▲ | 9 554▲ | 9 801▲ | 9 944▲ | 10 330▲ | 10 919▲ | 11 611▲ |
| EBITDA         | 2 596 | 2 700▲ | 2 543▼ | -112▼   | 1 803▲ | 2 449▲ | 2 384▼ | 2 539▲ | 2 906▲ | 3 745▲ | 4 219▲ | 4 160▼  | 3 665▼  | 3 420▼  |
| Чистая прибыль | 826   | 798▼   | 596▼   | -1 989▼ | -262▲  | 155▲   | 205▲   | 402▲   | 810▲   | 1 865▲ | 2 492▲ | 2 495▲  | 2 623▲  | 2 246▼  |
| Капитал        | 7 363 | 7 958▲ | 8 345▲ | 6 171▼  | 5 794▼ | 5 926▲ | 5 916▼ | 5 915▼ | 6 302▲ | 7 762▲ | 9 436▲ | 11 075▲ | 12 694▲ | 13 960▲ |